# Ordina Open 1998 - Qualificazioni doppio maschile
Le qualificazioni del doppio maschile dell'Ordina Open 1998 sono state un torneo di tennis preliminare per accedere alla fase finale della manifestazione. I vincitori dell'ultimo turno sono entrati di diritto nel tabellone principale. In caso di ritiro di uno o più giocatori aventi diritto a questi sono subentrati i lucky loser, ossia i giocatori che hanno perso nell'ultimo turno ma che avevano una classifica più alta rispetto agli altri partecipanti che avevano comunque perso nel turno finale.
Le qualificazioni del doppio del torneo Ordina Open 1998 prevedevano 4 coppie partecipanti di cui una è entrata nel tabellone principale.

## Teste di serie
1. Sander Groen /  Gustavo Kuerten (primo turno)

1. Karsten Braasch /  Jens Knippschild (Qualificati)

## Qualificati
1. Karsten Braasch  /   Jens Knippschild

## Tabellone

### Legenda
| - Q = Qualificato - WC = Wild card - LL = Lucky loser | - ALT = Alternate - SE = Special Exempt - PR = Protected Ranking | - w/o = Walkover - r = Ritirato - d = Squalificato |

|  | Primo turno | Primo turno                       | Primo turno                       | Primo turno | Primo turno |  |  | Ultimo turno | Ultimo turno                     | Ultimo turno                     | Ultimo turno | Ultimo turno |  |
|  |             |                                   |                                   |             |             |  |  |              |                                  |                                  |              |              |  |
|  |             | Sláva Doseděl Richard Fromberg    | Sláva Doseděl Richard Fromberg    | 7           | 7           |  |  |              |                                  |                                  |              |              |  |
|  | 1           | Sander Groen Gustavo Kuerten      | Sander Groen Gustavo Kuerten      | 6           | 6           |  |  |              | Sláva Doseděl Richard Fromberg   | Sláva Doseděl Richard Fromberg   | 4            | 3            |  |
|  | 2           | Karsten Braasch Jens Knippschild  | Karsten Braasch Jens Knippschild  | 6           | 6           |  |  | 2            | Karsten Braasch Jens Knippschild | Karsten Braasch Jens Knippschild | 6            | 6            |  |
|  |             | Andrij Medvedjev Andrej Stoljarov | Andrij Medvedjev Andrej Stoljarov | 4           | 4           |  |  |              |                                  |                                  |              |              |  |